# Mänttä centraltätort
Mänttä centraltätort (finska: Mäntän keskustaajama) är en tätort (finska: taajama) och centralort i Mänttä-Vilppula stad (kommun) i landskapet Birkaland i Finland. Vid tätortsavgränsningen den 31 december 2021 hade Mänttä centraltätort 7 235 invånare och omfattade en landareal av 18,84 kvadratkilometer.